# Второй (фрегат, 1771)
«Второй» — парусный 32-пушечный фрегат Черноморского флота Российской империи. Участник русско-турецкой войны 1768—1774 годов

## Описание фрегата
Парусный 32-пушечный фрегат. Длина судна составляла 39,7 метра, ширина — 11 метров, а осадка — 3,5 метра. Вооружение судна состояло из 32-х орудий.

## История службы
Фрегат был заложен на Новохопёрской верфи 20 сентября 1770 года, спущен — 13 апреля 1771 года. Строительство вёл корабельный мастер И. И. Афанасьев.
Летом 1771 года был переведён с верфи в Таганрог для дальнейшей достройки. 
Принимал участие в русско-турецкой войне 1768—1774 годов
9 мая 1773 года выходил в крейсерство в Чёрное море, c августа по сентябре того же года крейсировал у берегов Абхазии, а с 1775 по 1779 год ежегодно выходил в крейсерства в Черном море. В 1775-1777 годах фрегатом командовал капитан 2 ранга Я. Т. Карташёв.  
В октябре 1779 года под командованием капитана 1 ранга А. П. Муромцева пришёл в Херсон.
Фрегат был разобран в Херсоне в 1786 году.